# ベンジャミン・ハーディン・ヘルム
ベンジャミン・ハーディン・ヘルム（英: Benjamin Hardin Helm、1831年6月2日 - 1863年9月21日）は、アメリカ合衆国ケンタッキー州の政治家、弁護士であり、南軍の准将になった。エイブラハム・リンカーンとは義兄弟であり、ケンタッキー州知事ジョン・L・ヘルムの息子だった。ヘルムはケンタッキー州バーズタウンで生まれた。ケンタッキー士官学校で学び、ウェストポイントの陸軍士官学校に進学した後、ルイビル大学とハーバード大学で法律を学んだ。ケンタッキー州では下院議員と州検察官を務めた。州軍の監察官補も務めた。義兄でもあるリンカーン大統領からアメリカ陸軍主計官の職を提案されたが、辞退した。ヘルムは南軍に従軍することを栄誉と考え、始めは大佐、その後准将に昇進した。ケンタッキー第1旅団、通称孤児旅団を指揮した。1863年9月、チカマウガの戦いで戦死した。リンカーンの妻メアリー・トッド・リンカーンの異腹姉妹エミリー・トッドがヘルムの妻だった。

## 初期の経歴

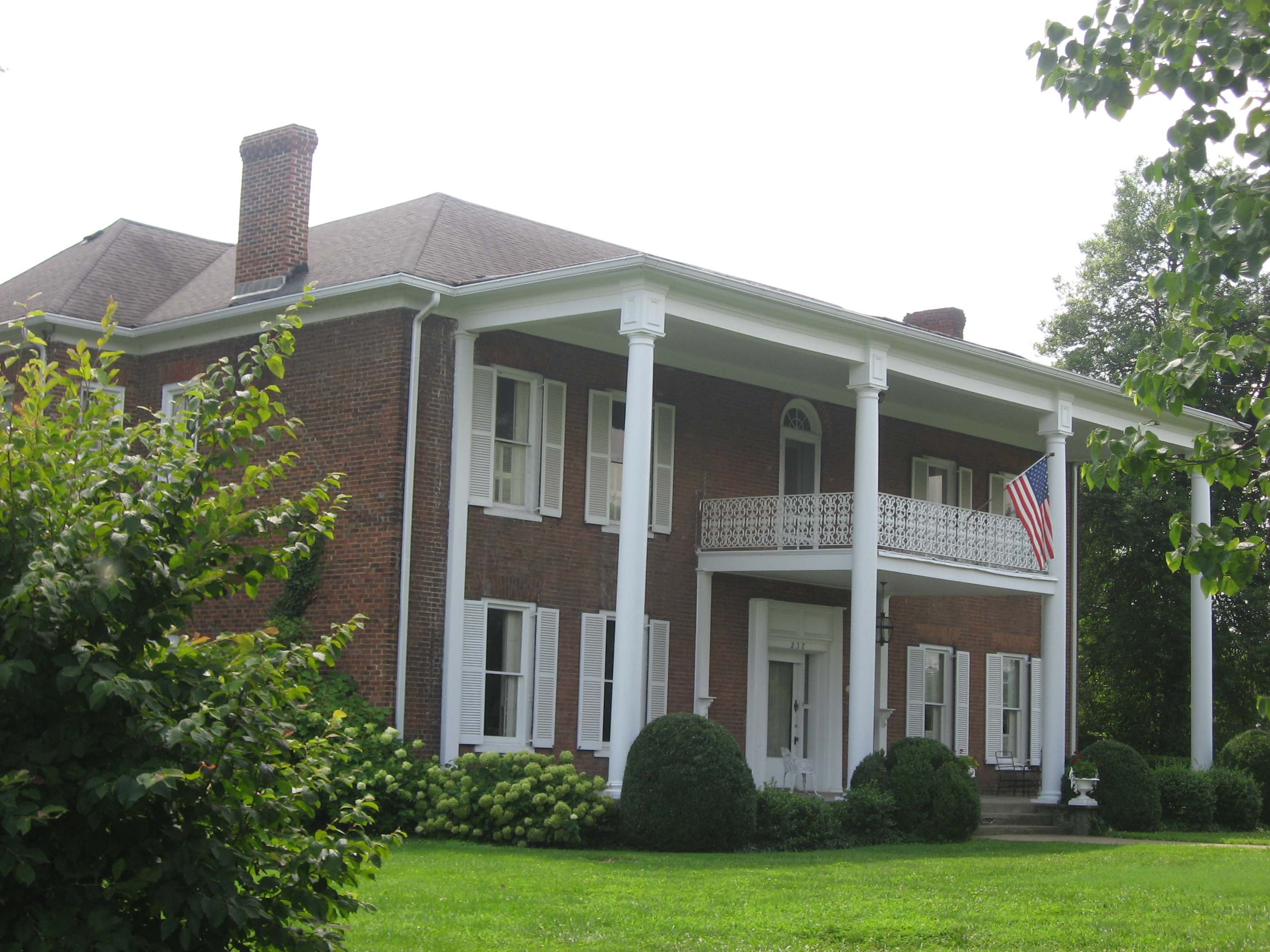
ベンジャミン・ハーディン・ヘルムの子供時代の家

ベンジャミン・ハーディン・ヘルムは1831年6月2日にケンタッキー州バーズタウンで生まれた。父はケンタッキー州知事を務めた政治家かつ弁護士のジョン・L・ヘルム、母はルシンダ・バーバー（旧姓ハーディン）だった。15歳になった1846年6月2日、ケンタッキー士官学校に入学し、3か月間在学した。16歳の誕生日にウェストポイントの指名を受け入れるためにそこを離れた。20歳の誕生日が近い1851年、士官候補生42人のうち9番目の成績で陸軍士官学校を卒業した。アメリカ第2竜騎兵隊の名誉少尉になった。ペンシルベニア州カーライルの騎兵学校、続いてテキサス州のリンカーン砦で勤務したが、1年後に炎症性リウマチと診断され、軍務を辞した。
その後はルイビル大学とハーバード大学で法律を勉強し、1853年に卒業して、父と共に法律実務に就いた。1855年、ハーディン郡からケンタッキ州下院議員に選ばれ、1856年から1858年にはケンタッキー州第3地区の州検察官になった。1856年、ヘルムはエミリー・トッドと結婚した。エミリーはエイブラハム・リンカーンの妻メアリー・トッド・リンカーンの異腹姉妹だった。よってリンカーンとは義理の兄弟になった。
1860年、ヘルムは編成に当たって活動したケンタッキー州軍の監察官補に指名された。ケンタッキー州は南北戦争で公式には中立に留まったが、義兄でこのとき大統領になっていたエイブラハム・リンカーンがアメリカ陸軍主計官の職を提案してきた。ヘルムはこれを辞退し、ケンタッキー州に戻って、南軍のためにケンタッキー第1騎兵連隊を立ち上げた。

## 軍歴
1861年10月19日に大佐に任官され、ケンタッキー州ボーリンググリーンでサイモン・B・バックナー准将の下に就いた。ヘルムとケンタッキー第1連隊は南に向かうよう命令を受けた。1862年3月14日には准将に昇進し、その3週間後にはジョン・ブレッキンリッジ少将師団でケンタッキー第3旅団を立ち上げる任務を与えられた。シャイローの戦いではその旅団を使って南軍の側面を守った。1862年にはまた、ミシシッピ州ヤズーシティで建造中のアメリカ連合国海軍装甲艦CSSアーカンソーの保護のために派遣された。1863年1月、ブレッキンリッジの下で仕えながら、ケンタッキー第1旅団、通称「孤児旅団」の指揮を任された。ヘルムの旅団はテネシー軍に割り付けられ、1863年にはタラホーマ方面作戦とチカマウガ方面作戦に参戦した。1863年晩春、ブレッキンリッジはヘルムに、ミシシッピ州ヴィックスバーグに行って、北軍による包囲を破るためのジョセフ・ジョンストン将軍の作戦に参加するよう命じられた。ヘルムはその任務を自分の経歴の中で「最も不快で骨の折れる作戦」だと言った。

### チカマウガの戦いと戦死
1863年秋、ケンタッキー第1旅団は、ブラクストン・ブラッグ将軍がテネシー州チャタヌーガで北軍ウィリアム・ローズクランズ少将の攻撃に反撃する作戦の一翼を担った。9月20日午前9時半、ブレッキンリッジ師団とパトリック・クリバーン将軍の師団が前進を命じられた。ブレッキンリッジ師団のヘルムの旅団や他の旅団は北軍の左翼に向かった。クリバーン師団は北軍前線の中央近くを叩くつもりだったが、北軍からの激しい砲火のために進行が遅れ、左側面が無防備になった。北軍を圧倒しようという試みを何度やっても成果が出なかったが、ヘルムの部隊の幾らかは敵前線から39ヤード (36 m) まで辿り着くことができた。前進命令が出てから1時間足らずの間に、孤児旅団の兵士の3分の1が既に失われていた。残った戦力で、防御が施された北軍前線に衝突した。北軍ケンタッキー第15歩兵連隊の狙撃手が、ヘルムの胸を銃撃した。ヘルムは激しく出血しながら馬上にあったが、数秒後につんのめって地面に落ちた。ヘルムは戦場から担ぎ出され、軍医がその傷は致命傷だと判断した。それでもヘルムは数時間生きていた。息絶え絶えにありながら、戦闘でどちらが勝ったかを尋ねた。その日は南軍が勝ったことを確認すると、「勝利!、勝利!、勝利!」と呟いた。1863年9月21日、ヘルムはその傷がもとで死んだ。
ヘルムの死後、エイブラハム・リンカーンとその妻はホワイトハウスで個人的な喪に服した。メアリー・リンカーンの姪は「死んだ敵兵のために流す1粒の涙が、夫と彼女自身の双方に嘲りの奔流と苦々しい罵りをもたらすことを彼女は知っていた」と回想した。しかし未亡人となったエミリー・トッド・ヘルムは1863年12月にホワイトハウスまで安全に行くことを認められた。
チカマウガの戦いの公式報告書で、ダニエル・ハーベイ・ヒル将軍は、ベンジャミン・ヘルムの「勇敢で愛される性格が誰もに慕われた」と記していた。ブレッキンリッジはエミリー・トッド・ヘルムに宛てた手紙で、「貴女の夫は完全な兵士のように孤児旅団の兵士を指揮した。彼は彼らを愛し、彼らも彼を愛した。彼は彼らの頭の中で愛国者かつ英雄として死んだ」と記した。

## 関連図書
- McMurtry, Robert (1943). Ben Hardin Helm: "rebel" brother in law of Abraham Lincoln, with a biographical sketch of his wife and an account of the Todd family of Kentucky. Chicago: Civil War Round Table. pp. 72